# Klippmattvävare
Klippmattvävare (Abiskoa abiskoensis) är en spindelart som först beskrevs av Åke Holm 1945.
Klippmattvävare ingår i släktet Abiskoa och familjen täckvävarspindlar. Arten är reproducerande i Sverige. Inga underarter finns listade i Catalogue of Life.